# Durgapur (Bangladesh)
Durgapur is een plaats in het Pirojpur district in Bangladesh. Dit district maakt deel uit van de Barisal bibhag divisie. 